# フリオ・セサール・チャベス・ジュニア
フリオ・セサール・チャベス・ジュニア（フリオ・セサール・チャベス・ジュニオール、Julio César Chávez Jr.、1986年2月16日 - ）は、メキシコのプロボクサー。シナロア州クリアカン出身。元WBC世界ミドル級王者。父は伝説の世界王者フリオ・セサール・チャベス。弟もプロボクサーのオマール・チャベス。偉大な伝説的ボクサーを父に持つことから、「伝説の続き」（La Leyenda Continua）のニックネームで呼ばれる。

## 来歴
当時、WBC世界スーパーフェザー級王者だった父・チャベスSr.と母・アマリア・カラスコとの間に生誕。
アマチュアで3戦を経験した後、17歳でプロ転向。
2003年9月26日、プロデビュー。地元クリアカンでスーパーフェザー級6回戦に出場し、ジョナサン・ヘルナンデス（メキシコ）に判定勝ちでデビュー戦を白星でスタートさせた。
2006年8月19日、ジャーメイン・ホワイト（アメリカ合衆国）に4RTKO勝ちで、空位のWBC世界スーパーウェルター級ユース王座を獲得した。
2008年2月9日、ホセ・セラヤ（アメリカ合衆国）に8RTKO勝ちで、空位のWBCアメリカ大陸スーパーウェルター級を獲得した。
2009年3月28日、WBCラテンアメリカスーパーウェルター級王座決定戦をルシアノ・クエヨ（アルゼンチン）に判定で勝利し、王座獲得に成功した。
2009年11月14日、トロイ・ローランドに判定勝ちを収めるが、試合後のドーピング検査でチャベス・ジュニアから利尿剤が検出され7ヶ月の試合出場停止処分が下され、試合結果もノーコンテストに変更された。
2010年6月26日、ジョン・ダディ（イギリス）を大差判定で下し、創設して間もないWBC世界ミドル級シルバー王座を獲得した。
2010年12月4日、パウェル・ウォラックと対戦予定だったがチャベスは熱がでたとして欠場した。
2011年1月3日、WBCが2010年度の新鋭賞に選出。
2011年1月29日、ビリー・ライル（アメリカ合衆国）を3-0の判定で下し、シルバー王座の初防衛を成功した。この試合はテレビ中継で40万人近い視聴者を集め、ラテン系ケーブルテレビのボクシング番組史上最高視聴率を記録した。

### 世界ミドル級王座獲得
2011年6月4日、WBC世界ミドル級王者セバスチャン・ズビク（ドイツ）に挑戦。2-0の判定で王座獲得に成功、30戦無敗の王者に初黒星を付けた。
2011年11月19日、ランキング4位の挑戦者ピーター・マンフレド・ジュニア（アメリカ合衆国）と対戦し、5回1分52秒TKO勝利で初防衛に成功した。
2012年1月22日、ルビオ戦の試合約2週間前に飲酒運転で逮捕され拘置所に入れられた。
2012年2月4日、テキサス州サンアントニオのアラモドームでマルコ・アントニオ・ルビオ（メキシコ）と対戦し、12回3-0の判定勝ちで2度目の防衛に成功した。ルビオはチャベス・ジュニアが肘や頭を意図的にぶつけるなど汚いテクニックを使ってきたので同じことをやり返した際に自分だけレフェリーから注意を受けた事でチャベス・ジュニアはプロテクトされていると感じたと試合後に話した。また、通常は行われることになっている試合前後のドーピング検査が行われなかった事にもチャベス・ジュニア陣営の働きかけがあったのではと不信感を募らせた。
2012年6月16日、エルパソのサン・ボウル･スタジアムでアンディ・リー（アイルランド）と対戦し、7回2分21秒TKO勝ちで3度目の防衛に成功した。リーのトレーナーのエマニュエル・スチュワードはチャベス・ジュニアが前日の計量から体重を20ポンド増やしてリングに上った事とリングサイズが規定よりかなり狭かった事に懸念を示し、前回に続きドーピング検査が行われなかったことに不満を露わにした。
2012年9月15日、ラスベガスのトーマス&マック・センターでWBC世界ミドル級ダイヤモンド王者のセルヒオ・マルチネスと対戦。マルチネスにスピードと技術でコントロールされてしまい、最終回にダウンを奪うも0-3の判定負けでプロキャリア初黒星を喫し4度目の防衛に失敗すると共に王座から陥落した。 またチャベス・ジュニアは試合後ネバダ州アスレチック・コミッションから義務付けられていた薬物検査で、大麻の陽性反応が確認された為、この試合日から9ヵ月の出場停止と、ファイトマネーの30%に相当する90万ドル（約8500万円）の罰金の支払いを命じられた。なお、この試合前チャベスはトレーニングをサボることが多くジムにほとんど顔を出さなかった為に、代わりにトレーナーのフレディ・ローチをラスベガスの賃貸アパートに来させ、リビングのソファーをどかすなどしてスペースを確保してトレーニングしていた。
2013年7月、チャベス・ジュニアがトレーニングをサボるなどの怠慢が度々あったことで折り合いが悪くなっていたトレーナーのフレディ・ローチと決別、代わりに父親のフリオ・セサール・チャベスがトレーナーを務めることになった。
2013年9月28日、約1年ぶりとなる復帰戦でブライアン・ベラと対戦。本来は9月7日に予定されていたが、スパーリング中にチャベス・ジュニアが右眉の上を切ってしまい試合が延期されていた。最初の契約体重は162ポンドのキャッチウェイトで行われる予定だったが、チャベス･ジュニアが体重を落とせなかったことで、契約体重が何度も変更になり試合3日前に173ポンドで行われることで合意した。試合は3-0（96-94、97-93、98-92）の判定勝ちを収め、復帰戦を勝利で飾ったが、ベラが勝っていたとする専門家が多く、ボクシングマスコミ関係者59人のうち53人がベラの勝ちに付け(引き分けが6人)、チャベス･ジュニアの勝ちとしたのは1人もいなかった。パンチの手数もチャベス･ジュニアの328発中125発的中に対しベラは734発中176発的中と大幅に上回った。
2014年3月1日、前回の試合で体重問題や判定が批判されたことでブライアン・ベラと即再戦が組まれた。アラモドームにてスーパーミドル級12回戦で対戦し、序盤は足を使いアウトボクシングを見せるが直ぐにいつものスタイルに戻し、今回は明確な差をつけ12回判定勝ちを収めた。
2014年5月、WBA・IBO世界ミドル級王者ゲンナジー・ゴロフキンと同年7月19日に対戦する予定だったが交渉が難航しキャンセルとなった。
2015年4月18日、約1年ぶりの試合。カリフォルニア州カーソンのスタブハブ・センター・テニスコートでスーパーミドル級の規程体重を4ポンド上回る172ポンドのキャッチウェイトでアンドルー・フォンファラとWBCインターナショナルライトヘビー級王座決定戦を行い、7回に肩で打撃を加えたとしてフォンファラが減点されるが、9回にチャベスは左フックでボクシングキャリア初のダウンを奪われ、9回終了後にコーナーで足の不調を訴えたチャベスが試合を棄権し王座獲得に失敗した。試合終了時のジャッジのスコアも2者が80-89、81-88と大差でフォンファラの勝ちと判定していた。試合後チャベスは「(試合を棄権するまでは)試合に勝っていたと思う。170ポンドで再戦したい」とアピールした。　なお、トレーニングのサボり癖があったチャベスはこの試合前に環境を一新。トレーナーをジョー・グーセンに変えてタホ湖で35日間の激しいキャンプを張るなど、まじめにトレーニングしていた。
2015年7月18日、エルパソのドン・ハスキンズ・コンベンション・センターでスーパーミドル級の規程体重を1ポンド上回る169ポンドのキャッチウェイトでマルコス・レイジェスとノンタイトル10回戦を行う予定だったが、前日計量でチャベスが170.8ポンド（77.47キロ）を計測し体重超過をしてしまう。その為、契約体重を170ポンドに上げたものの、それでもチャベスは0.8ポンド（約360グラム）超過の170.8ポンド（77.47キロ）を計測し、罰金を支払う条件で試合は行われた。試合はチャベスが10回3-0（97-92、98-91、96-93）の判定勝ちを収めたものの前日計量で体重超過があったチャベスは3万ドル（約370万円）の罰金をファイトマネーから徴収された。再びトレーナーを変え、ロベルト・ガルシアが付いた。
2016年4月30日、WBC世界スーパーミドル級王者のバドゥ・ジャックに挑戦予定だったが、チャベスが左足のかかとを負傷し延期になった。
2016年12月10日、約1年5ヵ月ぶりの試合をモンテレーでドミニク・ブリッジと対戦し10回判定勝ちを収めた。
2017年5月6日、T-モバイル・アリーナでWBO世界スーパーウェルター級王者のサウル・アルバレスと164.5ポンドのキャッチウェイトのノンタイトル12回戦で対戦し、序盤からチャベスは何もできずアルバレスの一方的な展開となり12回0-3（3者とも108-120）の判定負けを喫した。試合後にチャベスがファンとされている女性数人をホテルの部屋へ連れ込んでベットでイチャつく動画が流出。しかもその女性たちに高級腕時計や現金を盗まれたことが発覚した。
2018年12月1日、アルフレド・アングロと対戦が決まってたが、チャベスは試合ライセンスを付与されるために必要な健康診断を受けず試合を欠場した。
2019年10月24日にチャベスがカリフォルニア州のワイルドカード・ジムでトレーナーのフレディ・ローチの下でトレーニングをしていたところに、チャベスが以前に2件のドーピング違反があったため、厳格なドーピング検査の実施を決定したネバダ州アスレチックコミッションにより依頼されたVADAの検査員が来て抜き打ちのドーピング検査を実施しようとするが、チャベスは検査を受けることを拒否する。チャベスは12月20日にネバダ州のMGMグランド・ガーデン・アリーナでダニエル・ジェイコブスと対戦予定であった為、10月30日にネバダ州アスレチックコミッションは、チャベスが11月20日の公聴会に出席してコミッションからの審理を受けるまで暫定的な資格停止とする処分を下した。しかし、この試合のプロモーターのエディー・ハーンは、11月8日に記者会見を開き、試合開催地をネバダ州からアリゾナ州に変更して開催することを発表。これにネバダ州アスレチックコミッションのエグゼクティブディレクターであるボブ・ベネットは、連邦法のモハメド・アリ法で資格停止中の選手は他州でも試合出場が禁止されると定められているとして、もしアリゾナ州で試合を強行するようなことがあれば、エディー・ハーンのネバダ州でのプロモーターライセンスの交付を見合わせる懲戒処分を下す場合があると警告を出した。
2019年11月20日、ネバダ州アスレチックコミッションの月例会議で、チャベス側は「チャベスのネバダ州アスレチックコミッションのボクシングライセンスは期限切れで失効しており保持していなかったので、ネバダ州アスレチックコミッションのドーピング指針に従う法的義務が無い為ドーピング検査を拒否した。またボクシングライセンスを保持していないチャベスに暫定的な資格停止処分を下すのは法的根拠がなく違法である」と主張、これに対してネバダ州アスレチックコミッションは「資格を保持していない選手でもネバダ州で行われる興行に出場する選手は全て管轄の対象になる」と主張して、全会一致でチャベスの暫定的な資格停止処分を延長する決定を下し、次回12月18日の月例会議で再審理することになった。また、資格停止中の選手のドーピング検査を管轄するのは適切でないとして、VADAがこの試合のドーピング検査から降りたため、エディー・ハーンは代わりにドラッグ・フリー・スポーツ・オーガナイゼイションに試合のドーピング検査を依頼した。
2019年12月2日、チャベスはネバダ州クラーク郡地方裁判所に、暫定的な資格停止処分に対する仮差し止めによる救済を求めて、ネバダ州アスレチックコミッションを提訴した。
2019年12月17日、ネバダ州クラーク郡地方裁判所により仮差し止めによる救済が認められ、ダニエル・ジェイコブスとの試合が行われることが確定した。
2019年12月20日、アリゾナ州フェニックスのトーキング・スティック・リゾート・アリーナでダニエル・ジェイコブスとスーパーミドル級契約で対戦することになっていたが、チャベスが前日計量でスーパーミドル級の規定体重である168ポンドを4.7ポンド（2.1キロ）体重超過し計量失格となった為、チャベスが300万ドル（3億2千万円）のファイトマネーから違約金として100万ドル（約1億1千万円）をジェイコブスに支払うことで試合を行い、5回終了後にチャベスがコーナーで試合を棄権し敗れた。
2020年7月18日、ダニエル・ジェイコブスとの試合は行われたものの、その後もチャベス側とネバダ州アスレチックコミッションで訴訟合戦となっていたが、ネバダ州アスレチックコミッションとアリゾナ州コミッションがチャベスに対して無期限の資格停止処分を下した。これにより事実上、チャベスはアメリカ合衆国で試合を行うことが出来なくなった。
2020年9月25日、メキシコのティフアナでマリオ・アベル・カサレスとライトヘビー級契約で対戦し、チャベスが左目上に傷を負ったため6回負傷判定となり、判定負けを喫した。
2020年10月27日、ロサンゼルスの自宅に泥棒が入り、75万ドル（約7800万円）相当の金品を盗まれたことが報じられた。
2021年3月30日、元UFC世界ミドル級王者アンデウソン・シウバと6月19日に対戦することが発表された。
2021年6月19日、メキシコ・グアダラハラのエスタディオ・ハリスコで元UFC世界ミドル級王者アンデウソン・シウバと182ポンド契約の8回戦で対戦することになっていたが、前日の計量でチャベスが184.4ポンドを計測し契約体重を2.4ポンド（約1.1キロ）体重超過する失態を犯した為、10万ドル（約1100万円）の罰金をシウバに支払って試合を行い、8回1-2の判定負けを喫した。チャベスは試合後に「引き分けでもおかしくない、シウバはそれほどダメージを与えられなかった」と話したが、チャベスのパンチの手数153発、ヒット数53発に対して、シウバは手数392発、ヒット数99発と、手数とヒット数ともに圧倒されていた。これまで2試合しかボクシングの経験が無い46歳のシウバに負けたことで、父親のチャベス・シニアから引退を勧告されるが、チャベスは引退は自分で決めると現役続行を表明した。
2021年10月20日、ネバダ州アスレチックコミッションがチャベスがドーピング検査を受けることを拒否した2019年10月まで遡って3年間の資格停止処分を科すことを発表した。資格停止処分は2022年10月24日に解除される。
2021年12月18日、メキシコで復帰戦を行いデビッド・ゼガッラーに10回判定勝ちを収めた。
2023年10月24日、チャベス・ジュニアが多量の薬を飲んだため、心配した妻が警察に通報し、チャベス・ジュニアは精神病院に強制入院させられた。
2024年1月4日、チャベス・ジュニアはここ数年間、薬物中毒に苦しんでいると伝えられていたが、息子の異常な行動を心配した父親のチャベス・シニアに薬物治療施設に強制入院させられたことで、チャベス・シニアを「ゴミ」と呼び、母親や自分は父親から殴られたり侮辱され虐待を受けていたと主張した。チャベス・シニアは自身が薬物中毒だった惨めな姿を息子たちは見ていたのに同じ道をたどってしまったこと、また自身も強制入院でつらい経験をしたことがあるのにもかかわらず息子を強制入院させなければいけなかった複雑な心境を語った。
2024年1月8日、ロサンゼルスでアサルトライフルの不法所持で逮捕された。チャベス・ジュニアが不法所持していたライフルはシリアルナンバーのない追跡不可能なゴーストガンだった。
2024年7月20日、フロリダ州タンパのアマリー・アリーナにてジェイク・ポール対マイク・ペリーの前座で、元総合格闘家のユライア・ホールと対戦し、6回判定勝ちを収めた。

## 獲得タイトル
- WBC世界スーパーウェルター級ユース王座（防衛0）
- WBCアメリカ大陸スーパーウェルター級王座（防衛1）
- WBCラテンアメリカスーパーウェルター級王座（防衛1）
- WBC世界ミドル級シルバー王座（防衛1）
- WBC世界ミドル級王座（防衛3）